# Gustavo Óscar Zanchetta
Gustavo Óscar Zanchetta (* 28. Februar 1964 in Rosario) ist ein argentinischer Geistlicher und emeritierter römisch-katholischer Bischof von Orán. Anfang März 2022 wurde Zanchetta vom Provinzgericht Salta wegen sexuellen Missbrauchs zweier Seminaristen zu viereinhalb Jahren Gefängnis verurteilt.

## Leben
1982 schloss Gustavo Óscar Zanchetta an der Berufsschule in La Cumbre in der argentinischen Provinz Córdoba eine Ausbildung zum Elektroinstallateur ab. Er gehörte zur Franziskanischen Jugend, einer vom Konvent der Kapuziner in La Cumbre organisierten kirchlichen Jugendgruppe, und war bei der Freiwilligen Feuerwehr in dem Ort tätig. Im örtlichen Kapuzinerkonvent verbrachte er ein Jahr als Postulant und absolvierte anschließend auch das Noviziat des Kapuzinerordens, den er jedoch bald wieder verließ. Er begann seine philosophischen und theologischen Studien 1984 an der Katholischen Universität von Argentinien in Buenos Aires und lebte im benachbarten Quilmes, wo er in das diözesane Priesterseminar unter Bischof Jorge Novak SVD eintrat, der innerkirchlich und gesellschaftlich ein hohes Renommee als Menschenrechtsaktivist genoss.
Zanchetta empfing am 13. Dezember 1991 die Priesterweihe für das Bistum Quilmes. Dort war er in verschiedenen Pfarreien in der Seelsorge tätig, unter anderem als Domvikar sowie als Pfarrer einer Gemeinde in Berazategui. Daneben übte er diverse Verwaltungsfunktionen in seinem Bistum aus und war unter anderem Ökonom des bischöflichen Priesterseminars. Von September 1998 bis Juni 2000 wohnte er im päpstlichen lateinamerikanischen Kolleg „Pius“ in Rom und erlangte das Lizenziat in Fundamentaltheologie an der Päpstlichen Universität Gregoriana.
Nach Rückkehr in seine Diözese wurde er zum Bischofsvikar für Wirtschaftsfragen ernannt und amtierte auch als Generalbevollmächtigter der Schulen der Diözese. Bis zu seiner Bischofsernennung war er zudem Leitender Untersekretär der argentinischen römisch-katholischen Bischofskonferenz, wo er eng mit den argentinischen Bischöfen und dem damaligen Kardinal Jorge Mario Bergoglio zusammenarbeitete, der von 2005 bis 2011 Vorsitzender der argentinischen Bischofskonferenz war. Schon zwischen 2009 und 2013 soll es im Bistum Quilmes Vorwürfe wegen Misswirtschaft und finanziellen Unregelmäßigkeiten gegen Zanchetta gegeben haben, die man ihm später auch in Orán vorwarf. Kritiker unter seinen Mitarbeitern schildern ihn als dominant, nachtragend und ruppig.
Während des Weltjugendtags 2013 in Rio de Janeiro, der ersten Auslandsreise von Papst Franziskus, wurde die Ernennung Gustavo Zanchettas zum Bischof von Orán bekannt gegeben. Das Bistum liegt in einer als „tief konservativ“ beschriebenen, von Armut und Drogenkriminalität geprägten Region nahe der bolivianischen Grenze in der Provinz Salta im Nordwesten Argentiniens. Die Ernennung durch Papst Franziskus erfolgte am 23. Juli 2013; am 19. August desselben Jahres spendete ihm der Erzbischof von Corrientes, Andrés Stanovnik OFM Cap, die Bischofsweihe; Mitkonsekratoren waren der Bischof von Quilmes, Carlos José Tissera, sein Amtsvorgänger als Bischof von Orán und Bischof von La Rioja, Marcelo Daniel Colombo, der Bischof von San Isidro, Óscar Vicente Ojea Quintana, sowie Enrique Eguía Seguí, Weihbischof in Buenos Aires.
Bereits unmittelbar nach seiner Ernennung gab es Widerstände, eine Petition ehemaliger Mitarbeiter Zanchettas aus Quilmes auf Change.org forderte den Papst auf, die Personalie zu überdenken. Zanchetta soll mit Papst Franziskus befreundet sein, gilt in politischen und wirtschaftlichen Zirkeln als gut vernetzt und soll im Wahlkampf 2015 den regierenden Provinzgouverneur von Salta unterstützt haben. Am 29. Juli 2017 verließ Zanchetta sein Bistum überstürzt, angeblich aus gesundheitlichen Gründen, und fand zunächst im 900 km entfernten Erzbistum Corrientes Aufnahme. Nach nur vierjähriger Amtszeit nahm Papst Franziskus am 1. August 2017 seinen Rücktritt als Bischof von Orán an. Nach einem zwischenzeitlichen Aufenthalt in Spanien, wo er im September 2017 an der Eröffnungszeremonie des Akademischen Jahres an der Kirchlichen Hochschule San Dámaso (UESD) in Madrid teilnahm, ernannte ihn der Papst am 19. Dezember 2017 zum Assessor der Güterverwaltung des apostolischen Stuhls in Rom, ein neu geschaffener Posten ohne Leitungsverantwortung, auf dem er sich mit Fragen der Immobilienverwaltung befassen soll. Einem Sprecher zufolge wurde er „in Anbetracht seiner Fähigkeit in der Verwaltung“ an den Vatikan berufen.

## Sexueller Missbrauch
Nach Recherchen der argentinischen Zeitung El Tribuno, die im Dezember 2018 veröffentlicht wurden, sei der wirkliche Grund seiner Flucht aus dem Bistum und der anschließenden Absetzung durch den Papst die Anklage dreier Priester gewesen, die Zanchetta zuvor strafversetzt haben soll. Sie klagten ihn der missbräuchlichen Verwendung kirchlicher Gelder, des sexuellen Missbrauchs an drei Seminaristen und des Machtmissbrauchs gegenüber zehn weiteren Seminaristen an, um die Taten zu vertuschen. Nach Aussagen von Beteiligten wurde das kleine Priesterseminar, das Zanchetta selbst im Jahr 2014 errichtet hatte, hauptsächlich von jungen Männern aus einfachen Verhältnissen besucht, die Angst vor Zanchetta gehabt hätten. Die Fälle sollen sich in den Jahren 2014 und 2015 ereignet haben. Nach einem Bericht der Katholischen Sonntagszeitung für Deutschland soll Zanchetta um „Massagen“ gebeten haben, zudem wurde „belastendes pornografisches Material“ auf seinem Mobiltelefon gefunden. Nach Aufdeckung dieser Zusammenhänge soll Zanchetta mehrere Priester seines früheren Bistums noch im Dezember 2018 telefonisch bedroht und eingeschüchtert haben.
Der Sprecher des Vatikans erklärte demgegenüber auf Nachfragen Anfang Januar 2019, Grund für den Rücktritt als Bischof von Orán sei ein schwieriges Verhältnis Zanchettas zum eigenen Klerus gewesen. Dabei sei dem Bischof autoritäres Verhalten vorgeworfen worden. Anschuldigungen sexuellen Missbrauchs habe es seinerzeit aber nicht gegeben. Auch sei er nicht vom Papst abgesetzt worden, wie die argentinischen Medien berichteten, sondern habe auf sein Amt verzichtet. Bereits zuvor hatte das Bistum Orán erklärt, Strafversetzungen habe es nicht gegeben und die Personalmaßnahmen seien ausschließlich unter pastoralen Gesichtspunkten erfolgt. Zanchettas Nachfolger Bischof Luis Antonio Scozzina rief mögliche Opfer sexuellen Missbrauchs auf, sich bei den zuständigen kirchlichen Stellen oder der staatlichen Justiz zu melden.
Nach Aussagen eines ehemaligen Generalvikars von Zanchetta, Juan José Manzano, der sich im Januar 2019 gegenüber der amerikanischen Nachrichtenagentur AP zu dem Fall äußerte, habe es dennoch bereits in früheren Jahren Hinweise auf Fehlverhalten auch sexueller Art gegeben, die allerdings nur auf informellen Kanälen nach Rom weitergeleitet wurden, ohne dort offizielle Ermittlungen auszulösen. In diesem Zusammenhang sei Zanchetta 2015 zu einem Gespräch zum Papst gerufen worden, dem gegenüber er die Vorwürfe (anstößige Bilder auf dem Handy) abstritt und als Ergebnis von Manipulationen seiner Gegner darstellte. Erst zwei Jahre später, im Mai oder Juni 2017, also kurz vor Zanchettas Flucht aus dem Bistum, habe Manzano gemeinsam mit dem Rektor des Priesterseminars eine Beschwerde über die Apostolische Nuntiatur in Buenos Aires eingereicht, die der Nuntiaturrat Vincenzo Turturro (Stellvertreter des damaligen Nuntius in Argentinien, des Schweizers Emil Tscherrig) nach Rom weitergegeben habe. Neben „einer Frage zu sexuellen Missbräuchen“ sei es darin um den allgemeinen Niedergang des Bistums unter Zanchettas Leitung gegangen. Vermutungen der argentinischen Presse, es habe im Vatikan zugunsten Zanchettas aktive Vertuschungsbemühungen gegeben, wies Manzano zurück.
Der römischen Berichterstattung zufolge hätten sich die Missbrauchsopfer erst nach Zanchettas Ernennung zum Assessor an den im März 2018 ernannten Nuntius in Argentinien, den Kongolesen Kalenga Badikebele, gewandt. Der Vatikansprecher bestätigte Anfang Januar 2019, dass wegen der Missbrauchsvorwürfe interne Vorermittlungen des Vatikans gegen Zanchetta im Gange sind und er sein Amt als Assessor der Kurie ruhen lässt. Anfang Februar 2019 wurde bekannt, dass die Staatsanwaltschaft in Orán Vorermittlungen wegen sexuellen Missbrauchs gegen den ehemaligen Bischof aufgenommen hat, nachdem ein Geschädigter, der wie Gustavo Zanchetta dem Kapuzinerorden angehört hat, Strafanzeige erstattete.
Die kirchliche Untersuchung vor Ort wurde im Auftrag der vatikanischen Kongregation für die Bischöfe von Carlos Alberto Sánchez durchgeführt, dem Erzbischof von Tucumán, der im März 2019 in Salta eintraf, um Zeugenaussagen von Seminaristen zu sammeln. In einem am 28. Mai 2019 veröffentlichten Interview mit Valentina Alazraki (* 1955) für den mexikanischen Fernsehsender Televisa sagte Papst Franziskus, er habe den Bericht des Erzbischofs gelesen und halte einen kirchenrechtlichen Strafprozess gegen Gustavo Zanchetta für geboten. Dieser werde bei der für die Untersuchung und Ahndung sexueller Verfehlungen von Klerikern zuständigen Kongregation für die Glaubenslehre im Vatikan stattfinden. Der Papst räumte ein, er habe Zanchetta 2017 den Rücktritt befohlen, nachdem ihn die Beschwerden des Klerus über die Nuntiatur erreicht hatten. Er habe ihn dann zu einer psychiatrischen Untersuchung nach Spanien geschickt, die keine wesentlichen Auffälligkeiten ergab, und anschließend in Rom „geparkt“, während die Nachfolge in Orán geregelt wurde, und später die kirchliche Voruntersuchung durch den Erzbischof von Tucumán veranlasst.
Am 6. Juni 2019 wurde seitens der Staatsanwaltschaft in Orán ein formelles Ermittlungsverfahren wegen des Vorwurfs fortgesetzten sexuellen Missbrauchs durch einen Geistlichen einer anerkannten Religionsgemeinschaft eingeleitet. Zu dem Eröffnungstermin war der Beschuldigte, der sich kurz zuvor noch in Rom aufgehalten hatte, persönlich erschienen. Gustavo Zanchetta wurde die Ausreise aus Argentinien verboten und sein Pass für die Dauer des Verfahrens einbehalten. Anfang März 2022 wurde Zanchetta vom Provinzgericht Salta im Norden Argentiniens wegen sexuellen Missbrauchs zweier Seminaristen zu viereinhalb Jahren Gefängnis verurteilt. Wegen der Schwere der Straftat wurde er unmittelbar nach dem Schuldspruch ins Gefängnis gebracht. Nach vier Monaten Haft wurde ihm aus gesundheitlichen Gründen die Verbüßung der Reststrafe im Hausarrest in einem Wohnheim für Ruhestandsgeistliche gestattet.